# 始信路
始信路，安徽省合肥市的一条南北向干道，得名自黄山风景区三十六大峰之一的始信峰。道路全长7.5公里，起自繁华大道，经丹霞路、锦绣大道、紫云路、汤口路、方兴大道、云谷路后于肥西县境内止于宿松路。合肥轨道交通7号线南艳湖北-一六八中学区间设置于始信路之下。沿路有合肥大学、合肥一六八中学、合肥滨湖职业技术学院南区等。未来计划向北延伸与合作化路相接。

## 轨道交通
- █ 7号线（在建）：南艳湖北⇄一六八中学